# Liparis montagui
Liparis montagui, або морський слимак Монтегю — морська риба родини морських слимаків (Ліпарисові). Мешкає в північно-східній Атлантиці, головним чином навколо Британських островів, Північного моря, Норвезького моря, півдня Ісландії та на півночі до Баренцева моря. Невелика (максимум 12 см), донна риба, зазвичай живе в смузі від приливної зони до глибини 30 метрів, де ховається під камінням або водоростями. В основному харчується дрібними безхребетними, такими як дрібні краби, креветки та бокоплави. Цей вид був описаний у 1804 році англо-ірландським письменником, ілюстратором природничої історії та зоологом-любителем Едвардом Донованом, який вказав Англію як типове місце проживання. Конкретна назва шанує англійського натураліста Джорджа Монтегю, який надав Доновану ілюстрацію та опис цієї «прекрасної рибки».